# 中亚弓背蚁
中亚弓背蚁（學名：Camponotus turkestanus），是蟻科弓背蟻屬的一個物種。

## 命名
中亚弓背蚁學名“Camponotus turkestanus”中的种加词“turkestanus”源自地名“突厥斯坦”。曾因拼写错误，而被错误翻译为“土耳其弓背蚁”。

## 物種描述
该物种全身都为黄色 。存在体型比蚁后大的工蚁品级。
| 阶级         | 体长    | 颜色               |
| ------------ | ------- | ------------------ |
| 蚁后         | 14-15mm | 通体黄色，翅基黑色 |
| 小、中型工蚁 | 8-15mm  | 通体黄色           |
| 大型工蚁     | 1.7mm   | 通体黄色           |
| 雄蚁         | 8mm     | 未知               |

## 生物學
该种为典型荒漠种，在蒿属禾本科草原的石头下面筑巢。

## 分布
该物种分布于中国（新疆、四川）、蒙古、哈萨克斯坦、伊朗、阿富汗、外高加索地区:70。